# Urelliosoma guimari
Urelliosoma guimari är en tvåvingeart som först beskrevs av Becker 1908.  Urelliosoma guimari ingår i släktet Urelliosoma och familjen borrflugor. Inga underarter finns listade i Catalogue of Life.